# Női 4 × 100 méteres gyorsváltó az 1974-es úszó-Európa-bajnokságon
Az  1974-es úszó-Európa-bajnokságon a női 4 × 100 méteres gyorsváltó  versenyeit augusztus 20-án rendezték. A versenyszámban 12 csapat indult. A győztes az NDK váltója lett. A magyar csapat a hetedik helyen végzett.

## Rekordok
|            | Név                                                     | Nemzet | Idő     | Helyszín | Dátum               |
| ---------- | ------------------------------------------------------- | ------ | ------- | -------- | ------------------- |
| Világcsúcs | Andrea Eife Andrea Hubner Sylvia Eichner Kornelia Ender | NDK    | 3:52,45 | Belgrád  | 1973. szeptember 8. |

A versenyen új rekord született:
| Európa-bajnoki csúcs | selejtező | Angela Steinbach Barbara Schwarzfeldt Heidi Reineck Beckmann | NSZK | 4:01,88 | Bécs, Ausztria | augusztus 20. |
| Európa-bajnoki csúcs | selejtező | Andrea Hübner Andrea Eife Anke Ulrike Richter                | NDK  | 3:55,63 | Bécs, Ausztria | augusztus 20. |
| Európa-bajnoki csúcs | döntő     | Kornelia Ender Angela Franke Andrea Eife Andrea Hübner       | NDK  | 3:52,48 | Bécs, Ausztria | augusztus 20. |

## Eredmények
A rövidítések jelentése a következő:
| - Q: továbbjutás időeredmény alapján - ECR: Európa-bajnoki rekord | - WR: világ rekord - ER: Európa-rekord | - NR: országos rekord |

### Selejtezők
| Helyezés | Futam | Név                                                                                                  | Nemzet             | Idő     | Megj.  |
| -------- | ----- | --- | ------------------ | ------- | ------ |
| 1.       | 2     | Andrea Hübner Andrea Eife Angela Franke Ulrike Richter                                               | NDK                | 3:55,63 | Q, ECR |
| 2.       | 2     | Anke Rijnders Ada Pors Veronica Stell Enith Brigitha                                                 | Hollandia          | 3:58,56 | Q      |
| 3.       | 1     | Angela Steinbach Barbara Schwarzfeldt Heidi Reineck Gudrun Beckmann                                  | NSZK               | 4:01,88 | Q, ECR |
| 4.       | 2     | Anita Zarnowiecki Suzann Martinsson Ann Maerdbrink Gunilla Lundberg                                  | Svédország         | 4:02,51 | Q      |
| 5.       | 1     | Ljubov Kobszova Marina Klucsnyikova Tamara Selofasztova Ljubov Szemkina                              | Szovjetunió        | 4:03,06 | Q      |
| 6.       | 1     | Claude Mandonnaud Sylvie Le Noach Vibet Chantal Schertz                                              | Franciaország      | 4:03,76 | Q      |
| 7.       | 1     | Laura Podesti Laura Gorgerino Patrizia Lanfredini Laura Bortolotti                                   | Olaszország        | 4:04,07 | Q      |
| 8.       | 2     | Bedekovics Krisztina (1:02,40) Kovács Edit (1:01,00) Kaczander Ágnes (1:00,50) Pelle Judit (1:00,45) | Magyarország       | 4:04,35 | Q      |
| 9.       | 2     | Jaroslava Pavlíčková Olga Chlupová Zenka Churackova Jarmila Hemerková                                | Csehszlovákia      | 4:07,42 |        |
| 10.      | 2     | Grethe Mathisen Bente Eriksen Torild Bergesen Lene Jenssen                                           | Norvégia           | 4:07,65 |        |
| 11.      | 1     | Wright Jacqueline Simpson Diane Walker Susan Edmondson                                               | Egyesült Királyság | 4:09,75 |        |
| 12.      | 1     | Chantal Grimard Van Halewijek Françoise Chauvin Katrien Van Parijs                                   | Belgium            | 4:10,93 |        |

### Döntő
| Helyezés | Név | Nemzet        | Idő     | Megj. |
| -------- | --- | ------------- | ------- | ----- |
|          | Kornelia Ender (57,51) Angela Franke (57,90) Andrea Eife (58,56) Andrea Hübner (58,51)                       | NDK           | 3:52,48 | ECR   |
|          | Anke Rijnders (1:00,24) Ada Pors (1:00,27) Veronica Stell (59,69) Enith Brigitha (56,88)                     | Hollandia     | 3:57,08 |       |
|          | Claude Mandonnaud (1:00,30) Sylvie Le Noach (59,64) Chantal Schertz (59,33) Guylaine Berger (58,34           | Franciaország | 3:57,61 |       |
| 4.       | Ida Hansson (1:00,67) Gunilla Lundberg (1:00,17) Ann Maerdbrink (1.00,03) Diana Olsson (58,14)               | Svédország    | 3:59,01 |       |
| 5.       | Jutta Weber (1:00,03) Heidi Reineck (59,66) Barbara Schwarzfeldt (59,58) Angela Steinbach (59,97)            | NSZK          | 3:59,24 |       |
| 6.       | Ljuba Szemkina (1:00,40) Marina Klucsnyikova (1:00,51) Tamara Selofasztova (1:00,74) Ljubov Kobszova (59,44) | Szovjetunió   | 4:01,09 |       |
| 7.       | Bedekovics Krisztina (1:01,93) Kovács Edit (1:00,88) Kaczander Ágnes (1:00,33) Pelle Judit (59,61)           | Magyarország  | 4:02,75 |       |
| 8.       | Laura Podesti (1:01,71) Laura Gorgerino (1:01,16) Patrizia Lanfredini (1:00,06) Laura Bortolotti (1:02,83)   | Olaszország   | 4:06,76 |       |